# Schönlind (Markneukirchen)
Schönlind ist seit 1. Juli 1950 ein Ortsteil der Stadt Markneukirchen im Vogtlandkreis (Freistaat Sachsen). Durch das Dorf führt die Alte Egerer Poststraße, einst eine wichtige Handelsstraße Leipzig – Eger.

## Geografie

### Lage
Schönlind liegt im Südzipfel des sächsischen Teils des historischen Vogtlands bzw. Oberen Vogtlands. Der Ort liegt im Elstergebirge und gehört zum Naturpark Erzgebirge/Vogtland. Der durch Schönlind fließende Haarbach entwässert in die Weiße Elster. Zu Schönlind gehört die Häusergruppe „Neustadt“.

### Nachbarorte
| Siebenbrunn mit Sträßel | Markneukirchen                              |             |
|                         | Kompassrose, die auf Nachbargemeinden zeigt | Wernitzgrün |
| Sohl mit Schwarzenbrunn |                                             | Landwüst    |

## Geschichte
Das Waldhufendorf Schönlind wurde im Jahr 1378 unter dem Namen „Schonlinde“ erwähnt. Um 1412 wurden im Ort zwei Höfe gezählt, die kurze Zeit darauf wüst fielen. Zwischen 1440 und 1764 galt Schönlind als Wüstung, nach den Angaben im Historischen Ortsnamenbuch von Sachsen schon um 1350. Auch das 1479 zu Schönlind gehörige Thannhausen am Grund der Schönlinder Straße hatte einst vier Einwohner, die aber den Ort nur kurze Zeit bewohnten, wodurch der Ort auch zur Wüstung wurde. Nutzungsrechte an den Fluren hatten das Rittergut Brambach und die Pfarre Landwüst. Im 17. Jahrhundert wurde der Ort wiederbesiedelt. So zählte Schönlind im Jahr 1793 wieder fünf besessene Mann, sechs Gärtner und einen Häusler. Im Jahr 1834 hatte Schönlind bereits 144 Einwohner. Schönlind gehörte bis 1856 zum kursächsischen bzw. königlich-sächsischen Amt Voigtsberg, nach 1856 zum Gerichtsamt Adorf und ab 1875 zur Amtshauptmannschaft Oelsnitz.
Am 1. Juli 1950 erfolgte die Eingemeindung von Schönlind nach Markneukirchen. Durch die zweite Kreisreform in der DDR kam Schönlind als Ortsteil von Markneukirchen im Juli 1952 zum Kreis Klingenthal im Bezirk Chemnitz (1953 in Bezirk Karl-Marx-Stadt umbenannt), der im Jahr 1990 als sächsischer Landkreis Klingenthal fortgeführt wurde und 1996 im Vogtlandkreis aufging.

## Öffentlicher Nahverkehr
Der Ort ist mit der vertakteten RufBus-Linie 32 des Verkehrsverbunds Vogtland an Markneukirchen angebunden. Dort besteht Anschluss zur PlusBus-Linie 30 nach Adorf und Bad Elster.